# Erich Ehrlinger
Erich Ehrlinger (Giengen an der Brenz, 14 ottobre 1910 – Karlsruhe, 31 luglio 2004) è stato un militare, criminale di guerra e agente segreto tedesco membro del partito nazista (numero: 541195) e delle SS (numero: 107493). In qualità di comandante del distaccamento speciale Sonderkommando (noto anche come Einsatzkommando o EK) 1b, è stato responsabile degli omicidi di massa negli stati baltici e in Bielorussia. Fu anche il comandante della Sicherheitspolizei (SiPo) e del Servizio di sicurezza (SD) in Russia centrale, nonché capo dipartimento della Reichssicherheitshauptamt (RSHA)..

## Biografia
Ehrlinger fu figlio del sindaco di Giengen an der Brenz, una cittadina nel sud-ovest della Germania, in quello che oggi è lo stato del Baden-Württemberg. Nel 1928 completò il liceo a Heidenheim e studiò legge. Nel 1931 si unì alle SA. L'atmosfera nazionalista e xenofoba dell'Università di Tubinga, dove già nel 1931 non c'erano più professori ebrei, si adattò bene alla sua successiva carriera legale nel SD, nel RSHA e nelle Einsatzgruppen.

### Carriera
Dopo aver completato un corso di formazione nelle SA nel 1934, Ehrlinger rinunciò alla carriera legale e divenne un funzionario delle SA a tempo pieno. Fu a capo di una scuola sportiva e poi un "capo della formazione" ("Chef AW" per SA-Ausbildungswesen) delle SA. Nel maggio 1935 Ehrlinger fu accettato nel SD e nel settembre 1935 fu assegnato alla sede principale di Berlino. Ehrlinger era con il SD nel 1938 durante la conquista nazista dell'Austria e nell'aprile 1939 a Praga.

### Crimini durante la seconda guerra mondiale
Ehrlinger fu con il personale del quartier generale dell'Einsatzgruppe IV durante l'invasione tedesca della Polonia nel settembre 1939. Nell'agosto 1940 si recò in Norvegia per la costituzione delle forze delle Waffen-SS sotto il suo capo successivo, Franz Walter Stahlecker. Nell'aprile 1941 assunse la guida del Sonderkommando 1b, che faceva parte dell'Einsatzgruppe A, di cui Stahlecker fu il comandante generale.
Dopo l'inizio dell'invasione tedesca dell'Unione Sovietica, il 22 giugno 1941, l'unità di Ehrlinger, forte da 70 a 80 uomini, seguì il gruppo del Heeresgruppe Nord negli stati baltici e nell'area a sud di Leningrado. Ehrlinger guidò l'omicidio di massa degli ebrei dietro il fronte, in particolare nei ghetti di Kovno, Daugavpils e Rēzekne: ad esempio, il 16 luglio 1941, l'SD entrò a Daugavpils. Ehrlinger riferì che "l'EK 1b ha ucciso 1150 ebrei a Daugavpils".
Ehrlinger stesso supervisionò queste sparatorie, eufemisticamente chiamate "azioni", come un "perpetratore delle SS incallito che si è fermato alla fossa delle riprese e ha guidato gli assassini nella sparatoria".
Nel dicembre 1941 fu promosso comandante della Sicherheitspolizei e SD (Kommandeur der Sicherheitspolize und des SD) per la Russia centrale e la Bielorussia, dove ai suoi ordini furono eseguite molte esecuzioni capitali.
Nel settembre 1943 Ehrlinger fu promosso SS-Standartenführer e si recò a Minsk dove divenne l'uomo di collegamento del capo del SD Ernst Kaltenbrunner con i comandanti generali delle truppe di sicurezza del Heeresgruppe Mitte, oltre a rilevare gli uffici dell'Einsatzgruppe B e comandante della polizia di sicurezza e dell'SD (Befehlshaber der Sicherheitspolizei und des SD) per la Russia centrale e la Bielorussia. Lì fu coinvolto nell'omicidio dei restanti ebrei di Minsk.
Nel 1944 Ehrlinger tornò a Berlino. Il 1º aprile 1944 divenne capo del "Dipartimento I" presso la Direzione generale per la Sicurezza del Reich (Reichssicherheitshauptamt o RSHA), in sostituzione di Bruno Streckenbach. Nel novembre 1944, Ehrlinger divenne anche un delegato speciale di Ernst Kaltenbrunner presso il capo delle SS Heinrich Himmler.

## Dopoguerra
Alla fine della guerra, Ehrlinger si travestì da sottufficiale della Wehrmacht e si consegnò alle forze britanniche sotto falso nome. Dopo alcune settimane come prigioniero di guerra, Ehrlinger fu rilasciato e si recò nello Schleswig-Holstein. Prese contatto con la sua famiglia, ma non fornì la sua ubicazione. Nel 1947 la moglie lo scoprì sotto falsa identità, viveva con un'altra donna con la quale stava per avere un bambino. Raggiunsero un accordo sul fatto che Ehrlinger avrebbe continuato a sostenere la famiglia, cosa che fece fino al 1952. A quel punto Ehrlinger stava usando la sua vera identità e si guadagnava da vivere. Ehrlinger decise di ridurre i pagamenti degli alimenti, preoccupando la moglie che stesse per emigrare e spingendola a denunciarlo alla polizia. Così allertate, le autorità impiegarono ancora 6 anni per arrestarlo.
Ehrlinger fu finalmente arrestato nel dicembre 1958, fu condannato nel processo del 1961 in relazione a 1045 casi di omicidio e poi condannato a 12 anni di reclusione. Il caso fu impugnato e infine rinviato alla procura. La sua condanna fu ufficialmente rimessa nel 1969, quattro anni dopo la sua scarcerazione.